# Sumatra (1890)
«Суматра» - невелий захищений крейсер з важкою гарматою головного калібру. Корабель був названий на честь острова Суматра в Нідерландській Ост-Індії (нині Індонезія). 
У флоті Нідерландів класифікувалася як pantserdekkorvet (нід. корвет з броньованою палубою).  

## Конструкція
Конструкція нагадувала зменшену версію  «Есмеральда» (захищений крейсер 1883 року, побудований верфями Armstrong для Чилі) і найбільш схожий за розміром на китайський захищений крейсер «Дзіюань» (1883), корабель, побудований приблизно в той же час, що й «Есмеральда». «Суматра» мав 210-мм гармату в передній частині та 150-мм в кормовій частині, обидві в щитах, зі спонсонами з боків для двох 120 мм гармат. Нідерландський флот також побудував більший захищений крейсер із ще більш важким озброєнням, «Кьонінгін Вільгельміна дер Нідерланден», спущений на воду в 1892 році, який мав 280-мм гармату спереду і був найбільш схожий на японські захищені крейсерами типу «Мацусіма». Філософія конструкції цих кораблів розглядала їх як замінники повноцінних лінійних кораблів, для держав, які не могли їх собі дозволити з економічних причин. Такі держави (включаючи Нідерланди), встановлювали важкі гармати на броненосці берегової оборони або захищені крейсери середнього розміру, аби створити загрозу для першокласних кораблів противника.

## Історія служби
Корвет був побудований для служби у водах Нідерландської Ост-Індії та діяв у розпорядженні  генерал-губернатора Батавії.
Суматра була введена в експлуатацію 1 травня 1891 року.
Корабель було виведено з експлуатації 10 травня 1902 року і продано на металобрухт у 1907 році компанії Duinker en Goedkoop за 96 360 гульденів.